# Kiridasi Misaki
Der Kiridasi Misaki (Transkription von japanisch 切出し岬 ‚Messerkap‘) ist eine Landspitze an der Kronprinz-Olav-Küste des ostantarktischen Königin-Maud-Lands. Sie ist eine der beiden Landspitzen, die sich von den Shinnan Rocks in westlicher Richtung erstrecken.
Japanische Wissenschaftler kartierten sie anhand 1962 erstellter Luftaufnahmen und 1972 vorgenommener Vermessungen. Die deskriptive Benennung erfolgte 1977.